# Međuopćinska nogometna liga Koprivnica 1985./86.
Međuopćinska nogometna liga Koprivnica, također i kao Međuopćinska nogometna liga – skupina Koprivnica; Međuopćinska nogometna liga – Sjever – skupina Koprivnica je bila liga petog stupnja nogometnog prvenstva Jugoslavije u sezoni 1985./86. 
 
Sudjelovalo je 12 klubova, a prvak je bila "Lipa" iz Hlebina. 

## Ljestvica
| mj. | klub                     | ut. | pob. | ner. | por. | gol+ | gol- | bod |
| --- | ------------------------ | --- | ---- | ---- | ---- | ---- | ---- | --- |
| 1.  | Lipa Hlebine             | 22  | 16   | 3    | 3    | 56   | 19   | 35  |
| 2.  | Osvit Đelekovec          | 22  | 15   | 2    | 5    | 98   | 39   | 22  |
| 3.  | Panonija Peteranec       | 22  | 13   | 6    | 3    | 58   | 31   | 32  |
| 4.  | Borac Drnje              | 22  | 11   | 5    | 6    | 54   | 20   | 27  |
| 5.  | Graničar Legrad          | 22  | 12   | 3    | 7    | 45   | 28   | 27  |
| 6.  | Drava Novigrad Podravski | 22  | 8    | 6    | 8    | 38   | 54   | 22  |
| 7.  | Bratstvo Kunovec         | 22  | 5    | 8    | 9    | 35   | 51   | 18  |
| 8.  | Tehnika Koprivnica       | 22  | 5    | 7    | 10   | 26   | 41   | 17  |
| 9.  | Borac Imbriovec          | 22  | 5    | 6    | 11   | 30   | 52   | 16  |
| 10. | Rudar Botinovec          | 22  | 4    | 7    | 11   | 20   | 48   | 15  |
| 11. | Sloga Koprivnički Ivanec | 22  | 6    | 2    | 14   | 33   | 52   | 14  |
| 12. | Mučna Reka (Reka)        | 22  | 1    | 7    | 14   | 27   | 85   | 9   |

## Rezultatska križaljka
| kratica | klub                     | BORD | BORI | BRA | DRA | GRA | LIPA | MUR | OSV | PAN | RUD | SLO | TEH |
| --- | ------------------------ | ---- | ---- | --- | --- | --- | ---- | --- | --- | --- | --- | --- | --- |
| BORD | Borac Drnje              |      |      |     |     |     |      |     |     |     |     |     |     |
| BORI | Borac Imbriovec          |      |      |     |     |     |      |     |     |     |     |     |     |
| BRA | Bratstvo Kunovec         |      |      |     |     |     |      |     |     |     |     |     |     |
| DRA | Drava Novigrad Podravski |      |      |     |     |     |      |     |     |     |     |     |     |
| GRA | Graničar Legrad          |      |      |     |     |     |      |     |     |     |     |     |     |
| LIPA | Lipa Hlebine             |      |      |     |     |     |      |     |     |     |     |     |     |
| MUR | Mučna Reka (Reka)        |      |      |     |     |     |      |     |     |     |     |     |     |
| OSV | Osvit Đelekovec          |      |      |     |     |     |      |     |     |     |     |     |     |
| PAN | Panonija Peteranec       |      |      |     |     |     |      |     |     |     |     |     |     |
| RUD | Rudar Botinovec          |      |      |     |     |     |      |     |     |     |     |     |     |
| SLO | Sloga Koprivnički Ivanec |      |      |     |     |     |      |     |     |     |     |     |     |
| TEH | Tehnika Koprivnica       |      |      |     |     |     |      |     |     |     |     |     |     |
| |                          |      |      |     |     |     |      |     |     |     |     |     |     |
| podebljan rezultat - utakmice od 1. do 11. kola (1. utakmica između klubova) rezultat normalne debljine - utakmice od 12. do 22. kola (2. utakmica između klubova) rezultat nakošen - nije vidljiv redoslijed odigravanja međusobnih utakmica iz dostupnih izvora rezultat smanjen * - iz dostupnih izvora nije uočljiv domaćin susreta prekrižen rezultat - poništena ili brisana utakmica p - utakmica prekinuta 3:0 p.f. / 0:3 p.f. - rezultat 3:0 bez borbe n.i. - nije igrano |                          |      |      |     |     |     |      |     |     |     |     |     |     |

 Izvori: